# ألبرت تومسون (سياسي)
ألبرت تومسون (بالإنجليزية: Albert Victor Thompson)‏ هو فلاح ونقابي وسياسي أسترالي وبريطاني (وحمل سابقاً جنسية المملكة المتحدة لبريطانيا العظمى وأيرلندا)، ولد في 14 نوفمبر 1886 في أستراليا، وتوفي في 13 يناير 1966. حزبياً، نشط في حزب العمال الأسترالي وحزب العمال الأسترالي (فرع جنوب أستراليا) ‏.

## مناصب
- انتخب عضو مجلس النواب جنوب أستراليا من الجمعية عن دائرة Electoral district of Semaphore [الإنجليزية]‏ وقد انضم خلال فترته النيابية (19 مارس 1938 – 19 أغسطس 1946)  للكتلة البرلمانية حزب العمال الأسترالي (فرع جنوب أستراليا) [الإنجليزية]‏.
- انتخب عضو مجلس النواب جنوب أستراليا من الجمعية عن دائرة Electoral district of Port Adelaide [الإنجليزية]‏ وقد انضم خلال فترته النيابية (5 أبريل 1930 – 18 مارس 1938)  للكتلة البرلمانية حزب العمال الأسترالي (فرع جنوب أستراليا) [الإنجليزية]‏.
- انتخب عضو مجلس النواب الأسترالي عن دائرة Division of Port Adelaide [الإنجليزية]‏ (10 ديسمبر 1949 – 1 نوفمبر 1963).
- انتخب عضو مجلس النواب الأسترالي عن دائرة Division of Hindmarsh [الإنجليزية]‏ (28 سبتمبر 1946 – 10 ديسمبر 1949).